# 阿拉戈斯州
阿拉戈斯州（葡萄牙語：Alagoas，葡萄牙語發音：[alaˈɡoɐs]）是巴西26州之一， 位于巴西东北部。它與伯南布哥州、塞爾希培州和巴伊亞州接壤，東臨大西洋，首府马塞约（Maceio）。它擁有巴西1.6%的人口，下轄102個市鎮。
它是巴西面積第二小的州（僅比塞爾希培州大），人口排名第十六。它也是該國最大的甘蔗、椰子和天然氣生產國之一。阿拉戈斯州也進行石油勘探，其中大部分是陸上礦藏。最初，阿拉戈斯領土屬於伯南布哥都督轄區，直到1817年才獲得自治權。

## 重要的城市
- 州府：马塞约
- 阿拉皮拉卡
- 帕爾梅拉-杜斯印第烏斯
- 里奧拉戈
- 佩內杜
- 烏尼昂-杜斯帕爾馬里斯
- 聖米格爾-杜斯坎普斯
- 伊帕内马河畔圣安娜
- 德尔米鲁戈韦亚
- 科鲁里皮
- 坎普阿莱格里